# Diospyros foliosa
Diospyros foliosa là một loài thực vật có hoa trong họ Thị. Loài này được (Rich ex A.Gray) Bakh. mô tả khoa học đầu tiên năm 1941.